# Монтесума, Исабель
Донья Исабель Монтесума (урождённая Текуичпох Искашочицин; 1509/1510 — 1550/1551) — дочь правителя ацтеков Монтесумы II, супруга ацтекских императоров Атликскатцина, Куитлауака и Куаутемока, последняя императрица ацтеков. После испанского завоевания Мексики донья Исабель была признана законной наследницей Монтесумы и стала одним из первых коренных мексиканцев, получивших энкомьенду, к которым также относятся её сводная сестра Марина (или Леонор) Монтесума и Хуан Санчес, индейский губернатор в Оахаке.
Донья Исабель была замужем за тремя ацтекскими императорами и тремя испанцами, пять раз овдовев. У неё была внебрачная дочь Леонор Кортес Монтесума от конкистадора Эрнана Кортеса . Её сыновья стали основателями испанского знатного рода, так титул герцога Монтесумы де Тультенго всё ещё существует.

## Биография

### Семья и первые замужества
Матерью доньи Исабель была принцесса Теотлалко. При рождении она получила имя Текуич(по)цин, что с языка науатль можно перевести как «дочь господина». Теотлалко была главной женой Монтесумы и, таким образом, среди его дочерей первенство принадлежало Текуичпотцин. Будучи ещё совсем ребёнком, она была выдана замуж за Атликскатцина, который скончался до 1520 года. Вскоре после того, как её отец был убит либо своим собственным народом, либо испанцами, Текуичпотцин вышла замуж за своего дядю Куитлауака, который стал императором после смерти Монтесумы. Куитлауак умер от оспы всего через 80 дней правления. Куаутемок, ставший императором, женился на Текуичпотцин. На момент третьего замужества ей было всего 11 или 12 лет.

### Донья Исабель и завоевание Теночтитлана
Эрнан Кортес во главе испанцев вошёл в Теночтитлан 8 ноября 1519 года. Несколько месяцев они жили во дворце Монтесумы. В какой-то момент своего пребывания там они взяли императора в заложники, что закончилось его смертью либо от рук испанцев, либо от собственного народа. Ацтеки восстали и изгнали Кортеса и его армию из Теночтитлана 30 июня 1520 года (La Noche Triste). Текуичпотцин осталась в городе. Лидеры ацтеков быстро выдали её замуж за Куитлауака, нового императора, а после того, как он умер от оспы, за Куаутемока.
Кортес вернулся в 1521 году с большой группой испанцев и индейских союзников, преимущественно из Тласкалы, атаковав Теночтитлан. Ацтеки, чья численность и моральный дух были истощены эпидемией оспы, были побеждены. Куаутемок и его окружение попытались бежать из Теночтитлана на лодке, но были схвачены испанцами. Император попросил испанцев уважать женщин из его окружения, в том числе и его молодую жену Текуичпотцин.
В 1525 году Кортес казнил Куаутемока, и Текуичпотцин стала вдовой в третий раз.

### Обращение в христианство и династический союз с Испанией
Кортес видел в Текуичпотцин возможность создания символа непрерывности в правлении ацтеков и испанцев. Она получила наставления в христианстве, обратилась в католицизм, вероятно, в 1526 году и приняла крещение под именем Исабель, под которым и вошла в историю. Всё указывает на то, что донья Исабель, бывшая ацтекская принцесса, была набожной христианкой. Она так щедро раздавала милостыню августинцам, что её попросили прекратить это делать. Христианское образование Исабель не включало в себя обучение её чтению, и она так и осталась неграмотной.
Кортес организовал свадьбу доньи Исабель со своим близким коллегой Алонсо де Градо в июне 1526 года. Частью брачного соглашения было предоставление донье Исабель крупной энкомьенды, которая включала город Такуба, располагавшегося примерно в восьми километрах к западу от Теночитлана (нынешний Мехико) и была самой большой по площади энкомьендой в долине Мехико, что свидетельствует о важности, которую Кортес придавал Исабель..Энкомьенда доньи Исабель существовало века. Испанское, а затем и мексиканское правительства выплачивали отчисления в виде пенсии потомкам доньи Исабель до 1933 года, а графы Миравалье, потомки Монтесумы, по прежнему существуют в Испании.

### Отношение к рабству
Исабель была крупной рабовладелицей, что было традиционно для её предков, но к концу своей жизни она освободила всех своих рабов.
В июле 1526 года Кортес поставил Алонсо де Градо, мужа Исабель, должность «Visitador Real» — разъездного ревизора с полномочиями осуществлять судебную и исполнительную власть от имени короны Новой Испании. Де Градо была поручена особая миссия по посещению всех городов и деревень, в рамках которой он должен был «узнать о процессе христианизации и убедиться, что законы хорошего обращения с индейцами — законы Бургоса — соблюдаются. Он должен был привлекать к ответственности и наказывать за незаконное порабощение. Он должен был сосредоточить внимание на незаконном порабощении туземцев и на спорах между испанскими государственными служащими и местными (коренными) властями, и он должен был отправить в тюрьму любого испанца, который выступит против него».
Алонсо погиб, выполняя эту миссию.
Исабель хорошо ознакомилась с новыми законами благодаря своему супругу. Первоначально она была недовольна попытками испанцев наложить ограничения на владение рабами и обращение с ними. Несмотря на растущий свод законов, пытавшихся ограничить или искоренить местное рабство в Новой Испании, к исполнению которых её муж должен был принуждать, она, как представитель местной знати, имела особую привилегию удерживать у себя рабов, которыми она владела до завоевания Мексики испанцами, и обращаться с ними согласно своим традициям. У неё даже были некоторые возможности адаптировать эти и подобные им традиции в землях своей энкомьенды. Она пользовалась этими привилегиями и на протяжении всей своей жизни владела большим количеством рабов из числа местных жителей. Однако она освободила их всех в своём завещании.
Причины такой перемены взглядов неясны, но они послужили основой для современной тенденции изображать её как «активистку» борьбы против рабства и матери национальной независимости в некоторых идеологических сферах . «Я хочу, и я приказываю, и это моя воля, чтобы все мои рабы, индейские мужчины и женщины, рождённые на этой земле, которых Хуан Кано, мой муж, и я держали в своей собственности, в пределах моего права на них распространяющегося, будут свободны от всякого рабства и плена, и как свободные люди они будут поступать так, как хотят, потому что я не держу их как рабов; поэтому, если они (рабы), я желаю и приказываю, чтобы они были свободными».

### Кортес, ребёнок и ещё два замужества
Донья Исабель описывалась как «очень красивая» и «очень хорошенькая женщина для индейки». Её четвёртый муж, Алонсо де Градо, вскоре умер, таким образом Исабель, которой в этот момент было около 17 лет, стала вдовой в четвёртый раз. Кортес взял её к себе домой, и вскоре она забеременела. Он быстро выдал её замуж за ещё одного своего соратника — Педро Гальего де Андраде, а через несколько месяцев родилась дочь — Леонор Кортес Монтесума (у Исабель также была сводная сестра по имени Марина или Леонор Монтесума). Согласно испанским источникам, она отказалась признать ребёнка, который был передан на попечение Хуану Гутьерресу де Альтамирано, ещё одному близкому соратнику Кортеса. Кортес, в свою очередь, принял ребёнка как своего собственного и позаботился о том, чтобы она хорошо воспитывалась и получила наследство от его и доньи Исабель имений. В браке Исабель с Гальего родился сын Хуан де Андраде Гальего Моктесума, появившийся на свет в 1530 году. Однако вскоре после этого Гальего скончался. В 1532 году Исабель вышла замуж в шестой раз, её супругом стал Хуан Кано де Сааведра, от которого у неё родились три сына и две дочери: Педро, Гонсало, Хуан, Исабель и Каталина Кано де Монтесума. Исабель и Каталина стали монахинями в первом женском монастыре в Америке — Эль-Конвенто-де-ла-Консепсьон-де-ла-Мадре-де-Диос. Обе дочери получили хорошее образование, как и, вероятно, её сыновья.

### Смерть и наследие

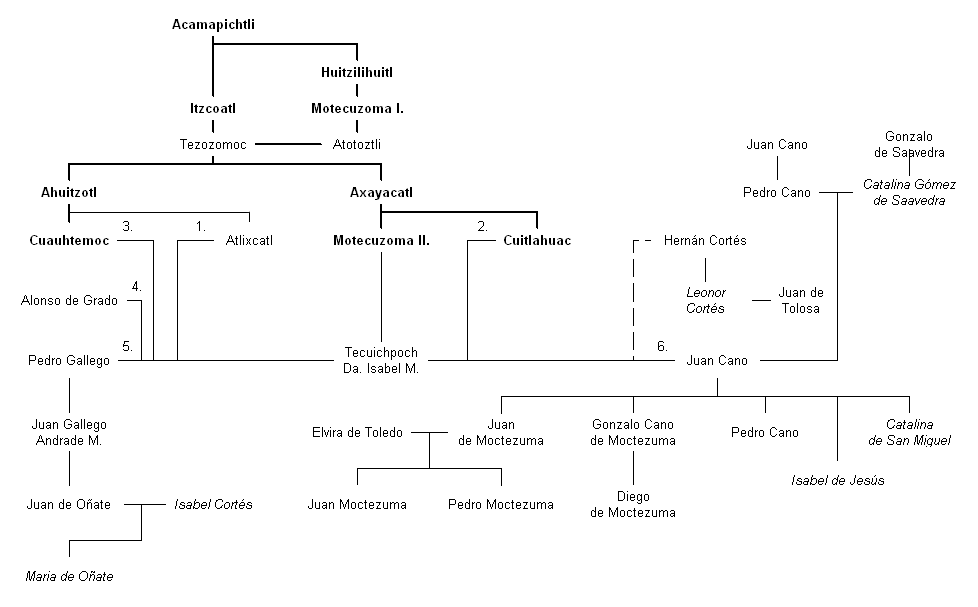
Генеалогия Исабель Монтесумы

Донья Исабель умерла в 1550 или 1551 году. Она обладала крупной собственностью, состоявшей не только из энкомьенд, но и из личного имущества, которое она приобрела от замужеств с испанцами. До этих браков она была принцессой ацтеков, у которой не было ничего, кроме своего знатного имени. Её завещание — одно из немногих сохранившихся свидетельств, раскрывающих её личность. В нём она распорядилась, чтобы её индейские рабы были освобождены, одна пятая часть имущества была отдана католической церкви и чтобы все её долги, включая жалование слугам, были выплачены. Приобретённые ею драгоценности и другие предметы роскоши она распорядилась передать своим дочерям, а другую собственность продать, треть выручки от которой переходила к её дочерям. 20 процентов её состояния должны были быть переданы Кортесом Леоноре, её внебрачному ребёнку. Очевидно, что это было приданое, поскольку Леонор была замужем или вскоре должна была выйти замуж за Хуана де Толосу в Сакатекасе.
Исабель завещала большую часть своей энкомьенды своему старшему сыну Хуану де Андраде, но это наследство оспаривали её овдовевший супруг Хуан Кано, а также Диего Ариас де Сотело, зять Леонор (Марианы) Монтесума, которая по его утверждению была истинной наследницей Монтесумы. В результате многих лет судебных разбирательств иск Ариаса де Сотело был отклонён, а Такуба была разделена между Кано и Андраде.

### Современные потомки
Родословная испанского рода Миравалье берёт начало с сына Исабель — Хуана де Андраде. Её сыновья, Педро и Гонсало Кано, стали видными горожанами Мехико. Её сын Хуан Кано Моктесума женился на представительнице известной семьи из испанского Касереса, где до сих пор существует дворец Толедо-Монтесума. Последний муж Исабель, Хуан Кано, умер в Севилье в 1572 году. Линия метисов, берущая свое начало от Исабель и её сестры, распространилась среди испанского дворянства. Поскольку обращённая в христианство местная знать считалась испанцами испанскими дворянами, знатное ацтекское происхождение пользовалось большим уважением и ценилась возможность смешения с их родословной. Потомки Исабель и Леонор быстро породнились с влиятельнейшими семьями Эстремадуры, одного из самых богатых регионов Испании того времени. По некоторым оценкам, только в Испании сегодня у Исабель насчитывается около 2000 потомков. Родословные графов Миравалье и Ла-Энрехада, а также герцогов Аумада, Абрантес, и Монтесума непосредственно восходят к ней и её сестре.

## Значение
О донье Исабель известно очень мало, кроме нескольких фактов из её жизни. Вероятно, она была больше, чем просто пешкой в руках ацтекской правящей семьи и испанских завоевателей. Её завещание демонстрирует то, что она была решительной и сильной женщиной, щедрой и заботливой. Похоже, она успешно сумела превратиться из ацтекской принцессы в испанскую донью. Её потомки стали самым ярким примером метисахов своего времени — смешения испанцев и коренных мексиканцев, что символизировало будущее Мексики. Испанцы хотели привить коренному населению «экономическую, религиозную и культурную ориентацию на Испанию». Исабель, по собственному желанию или по необходимости, стала первым большим успехом ассимиляции коренных мексиканцев в испанском обществе.